# Tarja Turunen
Tarja Soile Susanna Turunen Cabuli (Kitee, 17 augustus 1977) is een Finse zangeres, onder meer bekend als klassieke sopraan, rockzangeres en voormalig lid van de symfonische powermetal band Nightwish. Ook is ze jurylid bij The Voice of Finland.

## Biografie

### Jeugd en studie
Turunen begon op 6-jarige leeftijd met zang- en pianolessen. Later leerde ze ook fluit spelen. Na het behalen van haar diploma aan een muziekgerelateerde middelbare school in Savonlinna, begon ze op 18-jarige leeftijd aan een studie klassieke zang aan de Sibelius-Akademie in Kuopio. In 1996 werd ze door haar klasgenoot Tuomas Holopainen gevraagd om zangeres te worden in de band Nightwish.

### Nightwish (1997-2005)
De eerste demo-tape van Nightwish leverde in 1997 meteen een contract op bij Spinefarm Records. Kort hierna kwam het album Angels Fall First uit; een mix van symfonische metal en klassieke zang. Op hetzelfde moment vergezelde Turunen het Savonlinna Operakoor. Dit was het begin van haar carrière, waarin zij twee verschillende muziekstijlen vertegenwoordigde. Het debuutalbum werd in 1998 opgevolgd door Nightwish' album Oceanborn. Dit album zorgde voor de definitieve doorbraak van de band.
Ondanks het succes van Nightwish wist Turunen tijd vrij te maken voor haar studie en andere projecten. Zo nam ze in 1999 als solozangeres deel aan een moderne balletproductie van de Finse Nationale Opera, genaamd Evankeliumi. De show werd geschreven door de Finse choreografen Jorma Uotinen en Kärtsy Hatakka van de Finse band Waltari. Alle optredens waren volledig uitverkocht.
Begin 2000 nam Nightwish deel aan de kwalificatierondes van het Eurovisiesongfestival. Ze bereikten een tweede plaats met het nummer Sleepwalker. In mei van dat jaar werd het album Wishmaster uitgebracht, gevolgd, in 2001, door de mini-cd Over the Hills And Far Away. Op dit moment besloot Turunen haar zangstudie voort te zetten aan het conservatorium van Karlsruhe in Duitsland.
Hoewel haar studieschema haar weinig tijd liet, werkte ze in 2002 mee aan het Nightwish-album Century Child. Hierop volgde een tournee, die na 3 maanden echter werd afgebroken, zodat de bandleden zich met andere projecten konden bezighouden en Turunen zich op de studie kon richten. Daarnaast zong ze op het album Infinity van de Argentijnse bassist Beto Vazquez. Dit album werd een groot succes, mede dankzij Turunens goede reputatie. In datzelfde jaar toerde ze eveneens door Zuid-Amerika, waar zij samen met Marjut Paavilainen, Ingvild Storhaug en Izumi Kawakatzu meedeed aan het klassiek concert Noche Escandinava (Scandinavische nacht).
In mei 2003 maakte Turunen bekend enkele maanden eerder te zijn getrouwd met de Argentijnse zakenman Marcelo Cabuli. In hetzelfde jaar begon Nightwish met opnames voor Once, hun vijfde album. In december 2003 gaf Turunen een kerstconcert in de kleine kerk van Valkeala. Het concert bestond uit traditionele Finse kerstmuziek van Sibelius, Kotilainen en Melartin en enkele aria's van Mozart en Bach. In 2004 toerde Turunen voor een tweede keer met de uitvoerenden van Noche Escandinava. Verder verscheen het Nightwish-album Once. Hiernaast bracht Turunen ook 2 kerst-singles uit.
In 2005 kreeg Turunens carrière een gigantische klap, toen ze werd ontslagen door de andere bandleden. In een open brief werd haar verweten dat arrogant gedrag ertoe heeft geleid dat ze niet langer het respect had van de andere bandleden, die geen andere mogelijkheid zagen dan zonder haar verder te gaan. Ze ontving deze brief op het moment dat de band backstage verdween na het laatste optreden van de tournee die hoorde bij het album Once. Het feit dat de band besloot om daags na het overhandigen van de brief, deze op het internet te plaatsen, veroorzaakte veel controverse.
Turunen publiceerde enkele dagen later ook een open brief, waarin ze aangaf zich niet te herkennen in de brief van Nightwish, en dat kritiek op haar man Marcelo te ver ging om openbaar te maken. Later gaf haar echtgenoot Marcelo Cabuli via Turunens website schriftelijk antwoord op de vragen van fans. Hieruit bleek onder andere dat er al langere tijd wrijving was tussen Tarja en de rest van Nightwish.

### Solocarrière (2005-heden)
Naar aanleiding van het controversiële en onverwachte ontslag gaf Turunen een persconferentie, waarna ze zich ging concentreren op een solocarrière. Ze bracht haar eerste single uit, getiteld You Would Have Loved This, gevolgd door een album: 'Henkäys ikuisuudesta (breath from heaven)', alleen verkrijgbaar in Finland en Argentinië. Het album werd in vier weken platina.
In 2007 volgde een tweede solo-album, getiteld My Winter Storm, met als eerste single I Walk Alone, gevolgd door de single Die Alive. Op het album werkte ze op enkele nummers samen met de Duitse danceproducer Torsten Stenzel. Eind 2008 werd er een speciale editie van het album uitgebracht die bestaat uit twee cd's. De eerste cd bevat alle nummers die op de normale editie staan plus nog één extra lied The Seer. Op de tweede cd staan verschillende live-nummers, een paar remixen en ook twee nieuwe nummers: Wisdom Of Wind en Enough. Aanvankelijk was het de bedoeling dat Enough uitgebracht zou worden als single met bijhorende videoclip. Deze plannen vonden echter geen doorgang, omdat de technicus die aan de videoclip werkte, betrokken raakte in een zwaar auto-ongeval.
Op 25 januari 2009 kondigde Turunen de opvolger van My Winter Storm aan. Het album kreeg de titel What Lies Beneath en zou volgens de zangeres veel persoonlijker zijn dan haar debuutalbum. Het kwam uit in Finland op 1 september 2010 en op 3 september volgde de rest van Europa.
What Lies Beneath is het eerste album waarbij Tarja aan het componeren van elk lied heeft meegewerkt.
De What Lies Beneath World Tour begon op 12 juni 2010 en eindigde op 8 april 2012 in Rio de Janeiro. Haar eerste live-dvd, Act I, werd gefilmd tijdens twee optredens in Rosario, Argentinië. Deze dvd, met zowel nummers van haar soloalbums, van haar tijd met Nightwish als een paar covers, werd uitgebracht op 24 augustus 2012.
Begin 2013 zong ze het nummer Never Too Far voor Mike Oldfield en Torsten Stenzel, dat op het album Tubular Beats terecht kwam. In augustus 2013 bracht ze haar derde soloalbum uit getiteld Colours in the Dark. De naam van het album, en ook de cover art, is een metafoor voor het idee dat het leven veel verschillende kleuren bevat en de duisternis die allemaal absorbeert en dus elke kleur bevat. Van dit album kwamen de singles Never Enough, Victim of Ritual en 500 letters. Later verscheen er een nieuwe versie van het album, getiteld Left in the Dark, met andere en akoestische versies van de nummers. Tarja heeft met haar Colours in The Road Tour twee keer in Nederland opgetreden.
In 2013 nam Turunen ook een single op met de Nederlandse band Within Temptation. De single heet "Paradise (What about us)" en kwam uit op 27 september van dat jaar. Er verscheen ook een videoclip bij dit nummer.
Na 2013 verschenen nog diverse studioalbums van Turunen, en in de jaren '20 ook enkele live-albums. In 2024 tourde ze onder meer in de Living the Dream Together-tour samen met Marco Hietala, de oud-bassist en -(mede)zanger van Nightwish. 

## Discografie

#### Met Nightwish
- Nightwish - Angels Fall First (1997)
- Nightwish - Oceanborn (1998)
- Nightwish - Wishmaster (2000)
- Nightwish - Over the Hills and Far Away (2001)
- Nightwish - From Wishes to Eternity (2001)
- Nightwish - Century Child (2002)
- Nightwish - End of Innocence (dvd) (2003)
- Nightwish - Once (2004)
- Nightwish - Highest Hopes-The best of Nightwish (2005)
- Nightwish - End of an Era (dvd) (2006)
- Nightwish - Ballads Of the Eclipse (2006)

#### Met andere artiesten
- Beto Vazquez - Infinity (2002)
- Noche Escandinava II - A Finnish evening from Buenos Aires Argentina (2005)
- Martin Kesici met Tarja Turunen - Leaving You For Me (2005)
- Doro met Tarja Turunen - Dancing With An Angel (2008)
- Scorpions met Tarja Turunen - The Good Die Young (2010)
- Within Temptation met Tarja Turunen - Paradise (2013)

### Solocarrière

#### Albums
- Tarja Turunen - Henkäys Ikuisuudesta (Kerstalbum) (2006)
- Tarja Turunen - My Winter Storm (2007)
- Tarja Turunen - The Seer (EP) (2008)
- Tarja Turunen - What Lies Beneath (2010)
- Tarja Turunen - Colours In The Dark (2013)
- Tarja Turunen - Luna park ride (2015)
- Tarja Turunen - Ave Maria - En Plein Air (2015)
- Tarja Turunen - The Shadow Self (2016)
- Tarja Turunen - From Spirits and Ghosts (Score For a Dark Christmas) (2017)
- Tarja Turunen - IN THE RAW (2019)
- Tarja Turunen - Christmas Together: Live At Olomouc And Hradec Kralove (2020)
- Tarja Turunen - Rocking Heels (Live At Metal Church, Germany) (2023)

#### Singles
- Tarja Turunen - Yhden Enkelin Unelma (2004)
- Tarja Turunen - You Would Have Loved This (Kerstsingle) (2006)
- Tarja Turunen - I Walk Alone (2007)
- Tarja Turunen - Die Alive (2008)
- Tarja Turunen - Enough (2009)
- Tarja Turunen - Maailman Kauneimmat Joululaulut (Kerstsingle) (2009)
- Tarja Turunen - Falling Awake (2010)
- Tarja Turunen - I Feel Immortal (2010)
- Tarja Turunen - Until My Last Breath (2010)
- Tarja Turunen - Underneath (2011)
- Tarja Turunen - Into The Sun (2012)
- Tarja Turunen - Victim Of Ritual (2013)
- Within Temptation feat. Tarja Turunen - Paradise (What about us) (2013)
- Tarja Turunen - 500 Letters (2013)
- Tarja Turunen - Innocence (2016)
- Tarja Turunen feat Alissa White-Gluz - Demons In You (2016)
- Tarja Turunen - No Bitter End (2016)
- Tarja Turunen - An Empty Dream (2017)
- Tarja Turunen - O Come, O Come, Emmanuel (kerstsingle) (2017)
- Tarja Turunen - O Tannenbaum (kerstsingle) (2017)
- Tarja Turunen - Feliz Navidad (kerstsingle) (2017)
- Stratovarius feat Tarja Turunen - Enigma / Act II (2018)
- Tanja Turunen - Dead Promises  (2022)
- Tarja Turunen - Eye Of The Storm (2022)

## Hitnoteringen

### Albums
| Album met eventuele hitnotering(en) in de Nederlandse Album Top 100 | Datum van verschijnen | Datum van binnenkomst | Hoogste positie | Aantal weken | Opmerkingen |
| ------------------------------------------------------------------- | --------------------- | --------------------- | --------------- | ------------ | ----------- |
| What lies beneath                                                   | 2010                  | 11-09-2010            | 45              | 1            |             |

| Album met hitnotering(en) in de Vlaamse Ultratop 200 albums | Datum van verschijnen | Datum van binnenkomst | Hoogste positie | Aantal weken | Opmerkingen |
| ----------------------------------------------------------- | --------------------- | --------------------- | --------------- | ------------ | ----------- |
| What lies beneath                                           | 2010                  | 11-09-2010            | 46              | 2            |             |
| Act I                                                       | 2012                  | 08-09-2012            | 99              | 1*           |             |

### Dvd's
| Dvd's met hitnoteringen in de Nederlandse Music Top 30 | Datum van verschijnen | Datum van binnenkomst | Hoogste positie | Aantal weken | Opmerkingen      |
| ------------------------------------------------------ | --------------------- | --------------------- | --------------- | ------------ | ---------------- |
| Act I                                                  | 2012                  | 01-09-2012            | 4               | 3            |                  |
| Beauty & the beat                                      | 2014                  | 07-06-2014            | 21              | 2            | met Mike Terrana |
| Luna park ride                                         | 2015                  | 06-06-2015            | 5               | 2            |                  |